# Лалаев, Аким Христофорович
Лалаев Аким Христофорович (1892 год — ?) — звеньевой колхоза имени Шаумяна, гор. Кизляр Грозненской области. Герой Социалистического Труда.

## Биография
Родился в 1892 году. Армянин. Указом Президиума Верховного Совета СССР от 12 июля 1950 года Лалаеву Акиму Христофоровичу присвоено звание Героя Социалистического Труда с вручением ордена Ленина и золотой медали «Серп и Молот».